# Mesochorus nigritulus
Mesochorus nigritulus là một loài tò vò trong họ Ichneumonidae.